# José Vecchio
José Vecchio (1909-1994) foi um político brasileiro.
Fundador do PTB, José Vecchio era um destacado líder sindical e dirigente trabalhista da agremiação petebista no Rio Grande do Sul.
Foi eleito, em 3 de outubro de 1958, deputado estadual, pelo PTB, para a 40ª Legislatura da Assembleia Legislativa do Rio Grande do Sul, de 1959 a 1963.
José Vecchio foi pai de Miguelina Vecchio, atual Vice-Presidente Nacional do PDT e Presidente Nacional da Ação da Mulher Trabalhista (AMT).